# Гестринг, Марджори
Марджори Гестринг (англ. Marjorie Gestring; 18 ноября 1922, Лос-Анджелес, Калифорния — 20 апреля 1992, Берлингейм, Калифорния) — американская прыгунья в воду, чемпионка летних Олимпийских игр 1936 года по прыжкам в воду с трёхметрового трамплина.

## Биография

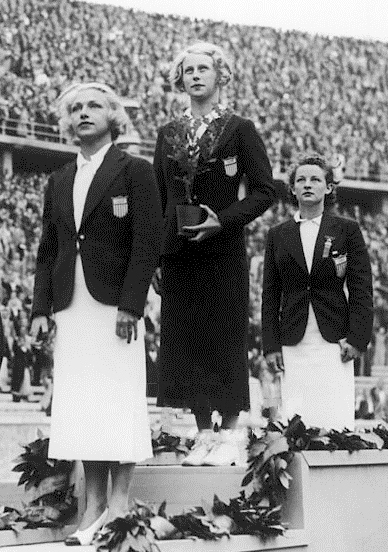
Гестринг на летних Олимпийских играх 1936 года во время вручения золотой медали

Марджори Гестринг родилась в 1922 году в Лос-Анджелесе. В 1936 году победила на соревновании по прыжкам в воду Любительского спортивного союза в Чикаго.
На летних Олимпийских играх 1936 года в Берлине Гестринг победила в прыжках в воду с трёхметрового трамплина. Второе и третьи места также заняли американки Кэтрин Ролз и Дороти Пойнтон-Хилл. На тот момент Марджори было 13 лет и 268 дней. Она стала самой юной чемпионкой Олимпийских игр в истории. Её рекорд продержался вплоть до зимних Олимпийских играх 1994 года, когда кореянка Ким Юн Ми победила в шорт-треке в эстафете.
Гестринг должна была принимать участие в летних Олимпийских играх 1940 года, но они были отменены из-за начала Второй мировой войны. В 1948 году Гестринг пыталась квалифицироваться для участия в Олимпийских играх, но заняла четвёртое место.
Гестринг была 8 раз чемпионкой в прыжках в воду на соревнованиях Любительского спортивного союза, в том числе 6 раз в прыжках с трамплина и 2 раза с вышки.
В 1943 году в возрасте 19 лет Гестринг вышла замуж за Эдварда Харрисона Картера, студента Калифорнийского университета в Лос-Анджелесе.
В 1976 году Гестринг была включена в Зал Славы мирового плавания. Sports Illustrated включил Гестринг в список претенденток на звание Лучшей спортсменки из Калифорнии, но в итоге была выбрана теннисистка Билли Джин Кинг.
Гестринг погибла в 1992 году в результате несчастного случая в своём доме в Берлингейме, Калифорния на 70-м году жизни.